# Entidad pública empresarial
Una entidad pública empresarial (EPE) es un tipo de empresa pública perteneciente a la Administración General del Estado de España que tiene personalidad jurídica propia, patrimonio propio y autonomía de gestión.
Las EPE aparecen definidas en la sección 3.ª del Capítulo Tercero, del Título II, de la Ley 40/2015, de 1 de octubre, de Régimen Jurídico del Sector Público (que derogó la LOFAGE, Ley 6/1997 de Organización y Funcionamiento de la Administración General del Estado), que les atribuye la realización de «actividades prestacionales, la gestión de servicios o la producción de bienes de interés público susceptibles de contraprestación».
Las entidades públicas empresariales son el resultado de un proceso de descentralización funcional de determinadas actividades públicas que anteriormente eran realizadas de forma centralizada por la Administración territorial correspondiente (en este caso, la Administración General del Estado). No obstante, están vinculadas a dicha Administración y dependen de un ministerio u organismo autónomo. El órgano al que se hallen adscritas se ocupará de la «dirección estratégica, la evaluación y el control de los resultados de su actividad» (Art. 103.2 Ley 40/2015, de 1 de octubre).
Imitando su régimen jurídico, existen también entidades públicas empresariales autonómicas y locales.

## Régimen jurídico
La ley las sitúa a medio camino entre los organismos autónomos y las sociedades estatales puras y simples y, les aplica un régimen jurídico mixto. La diferencia con los organismos autónomos:
- Primero: la entidad pública empresarial puede generar ingresos que costeen su actividad (además de con los derivados de su patrimonio). Excepcionalmente y cuando su ley de creación lo prevea, podrán financiarse con recursos procedentes de los Presupuestos Generales del Estado o mediante transferencias corrientes que procedan de las Administraciones o entidades públicas.
- Segundo: esta actividad empresarial se rige por el derecho privado, solo el funcionamiento de sus órganos de gobierno y la toma de decisiones se rigen por el derecho administrativo común, también aplicable cuando ejercen potestades administrativas para el cumplimiento de sus fines (artículos 53 y 42). Estas potestades administrativas incluye las propias de las funciones de policía: actividades de delimitación, sancionatoria o arbitral sobre los ciudadanos, en caso de que sean precisas para el cumplimiento de sus fines y estén previstas en sus estatutos (art. 42). La ley solo excluye la expropiatoria.

### Creación por ley
De acuerdo con el artículo 91 de la Ley 40/2015 de Régimen Jurídico del Sector Público, su creación se hace por ley, la cual establecerá el tipo de organismo, fines, ministerio u organismo de adscripción, recursos económicos, peculiaridades de su régimen de personal, de contratación, patrimonial, fiscal y cualesquiera otras que exijan normas con rango de ley.

## Ejemplos
Entre las más de sesenta entidades públicas empresariales de la Administración General del Estado, cabe destacar las siguientes:
- Administrador de Infraestructuras Ferroviarias (ADIF)
- Centro para el Desarrollo Tecnológico y la Innovación (CDTI)
- Fábrica Nacional de Moneda y Timbre (FNMT)
- Sociedad de Salvamento y Seguridad Marítima (SASEMAR)
- Entidad Pública Empresarial de Suelo (SEPES)
- Sociedad Estatal de Participaciones Industriales (SEPI)
- Instituto de Crédito Oficial (ICO)
- Instituto Español de Comercio Exterior (ICEX España Exportación e Inversiones)
- ENAIRE, de la cual depende AENA.
- Renfe

## Figuras análogas
Siendo la entidad pública empresarial una figura originaria de la Administración General del Estado, ha sido posteriormente introducida en la Administración autonómica y local siguiendo estrechamente el modelo estatal.

### Entidad pública empresarial autonómica
La regulación de las entidades públicas empresariales pertenecientes a las comunidades autónomas corresponde a la legislación autonómica, emanada de los órganos legislativos propios.
Sirva de ejemplo la regulación autonómica realizada por Cantabria en su Ley 6/2002 de Régimen Jurídico del Gobierno y de la Administración de la Comunidad Autónoma de Cantabria.
Un ejemplo de una entidad pública empresarial autonómica es el Canal de Isabel II en la Comunidad de Madrid.

### Entidad pública empresarial local
Las entidades públicas empresariales dependientes de la Administración local encuentran su regulación en el artículo 85 bis de la Ley Reguladora de las Bases del Régimen Local (Ley 7/1985).
Dicho artículo remite en bloque a la regulación planteada para la Administración General del Estado, señalando también una serie de particularidades propias de la versión local.
Un ejemplo de una entidad pública empresarial local es la Empresa Municipal de Transportes en la ciudad de Valencia.

## Figuras mercantiles distintas
La Sociedad Mercantil Estatal (SME) es aquella Sociedad mercantil sobre la que se ejerce control estatal:
- Bien porque la participación directa, en su capital social de la Administración General del Estado o alguna de las entidades que, conforme a lo dispuesto en el artículo 84, integran el sector público institucional estatal, incluidas las sociedades mercantiles estatales, sea superior al 50 por 100. Para la determinación de este porcentaje, se sumarán las participaciones correspondientes a la Administración General del Estado y a todas las entidades integradas en el sector público institucional estatal, en el caso de que en el capital social participen varias de ellas.
- Bien porque la sociedad mercantil se encuentre en el supuesto previsto en el artículo 4 de la Ley 24/1988, de 28 de julio, del Mercado de Valores respecto de la Administración General del Estado o de sus organismos públicos vinculados o dependientes.

Se rige por y por la Ley de Régimen Jurídico del Sector Público (LRJSP) y por la Ley de Patrimonio de las Administraciones Públicas.
En la denominación de las sociedades mercantiles que tengan la condición de estatales deberá figurar necesariamente la indicación «sociedad mercantil estatal» o su abreviatura «S.M.E.».
La creación o la adquisición de este carácter de forma sobrevenida será autorizada mediante acuerdo del Consejo de Ministros, que deberá estar acompañado de una propuesta de Estatutos y de un plan de actuación.
Respecto a las entidades públicas empresariales, estas entidades, a diferencia de las Sociedades Mercantiles Estatales, son verdaderos entes con personalidad jurídico-pública, por lo que se encuentran a medio camino entre el carácter público de los organismos autónomos y el carácter privado de las Sociedades Mercantiles Estatales. No obstante, en cuanto al régimen jurídico aplicable, ambas se rigen por el ordenamiento jurídico privado.